# Zayed Sultan
Zayed Sultan Ahmed Jassim Ibrahim Al-Zaabi (arab. زايد سلطان أحمد جاسم إبراهيم الزعابي; ur. 11 kwietnia 2001 w Abu Zabi) – emiracki piłkarz grający na pozycji bocznego obrońcy w klubie Al-Jazira Club oraz reprezentacji Zjednoczonych Emiratów Arabskich. Uczestnik Pucharu Azji 2023.
Cała karierę spędził w Al-Jazira Club. W kadrze narodowej zadebiutował 12 października 2023 w meczu z Kuwejtem. Pierwszą bramkę zdobył 14 stycznia 2024 przeciwko Hongkongowi na pucharze Azji 2023.